# 有马邮票文化博物馆
有马邮票文化博物馆（日语：／ arima kittebunka hakubutsukan */?）是一座位于神户市北区有马温泉内的以邮票相关内容为主题的博物馆。

## 历史
博物馆于2005年5月6日开始营业，由财团法人“邮趣文化中心”运营。担任馆长及财团理事长的金井宏之是世界有名的集邮家，亦是金井重要工業株式会社前社长。
博物馆的运营团体的名称于2007年8月由“财团法人邮趣文化中心”变更为“财团法人邮票文化博物馆”，后又于2013年4月1日变更为“一般财团法人邮票文化博物馆”。

## 藏品、展示品
馆内共有藏品约50万件（2007年）。其中有4000件为常设展品。博物馆内展示由日本于1871年发行的第一枚邮票“龙文邮票”、1894年发行的第一枚纪念邮票“明治银婚纪念邮票”；并以发行年代为序展示了从明治至今约130年间发行的普通、纪念邮票。除此之外，博物馆也不定期展示世界上的第一枚邮票——由英国发行的“黑便士”。
馆内还藏有邮政业曾使用过的各式贵重史料，包括明治时代邮递员用的肩箱（日语：肩掛箱）、及邮局的八角鐘。博物馆门前摆放有一红一蓝两个圆形邮筒，红色为平邮用，蓝色为加急邮件用。

## 建筑
博物馆修筑于1861年，是由位于岩手县盛冈市的江户时代的土藏建筑搬迁至现址而来。该建筑曾被作为马事文化博物馆“称德馆”使用。。

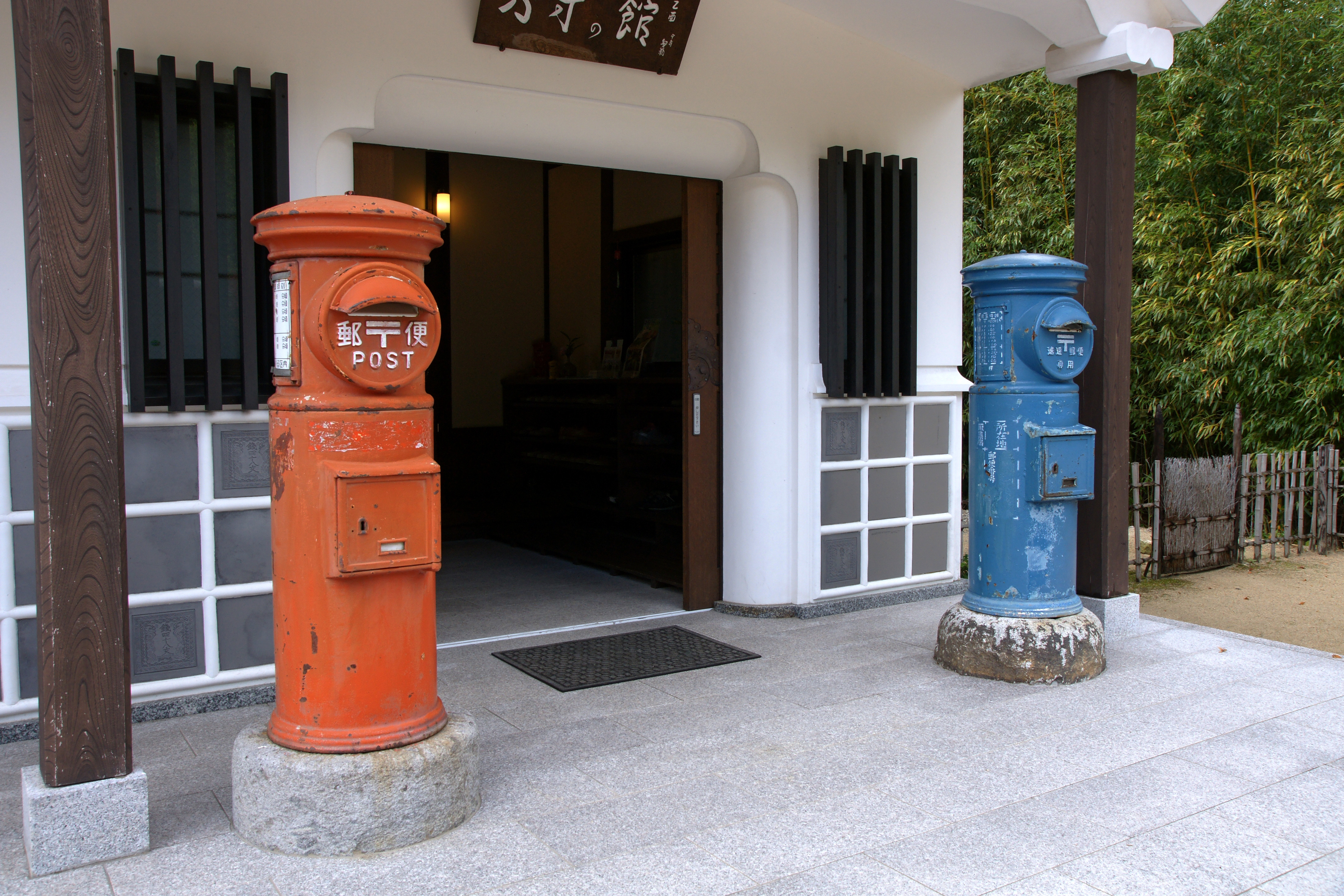
正门，左右两边的邮筒分别为平邮用和加急邮件用
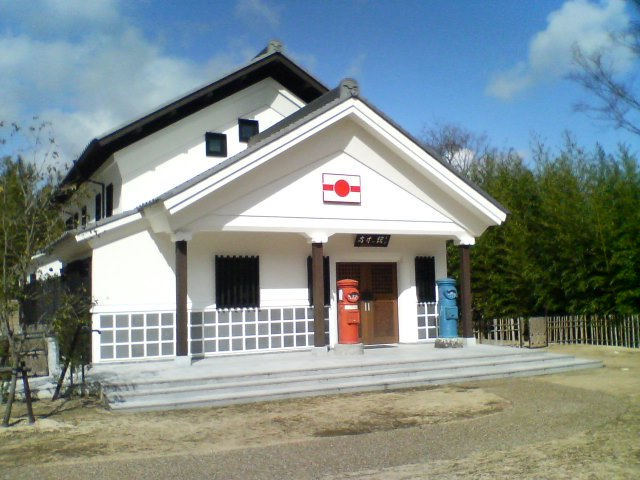
博物馆正面
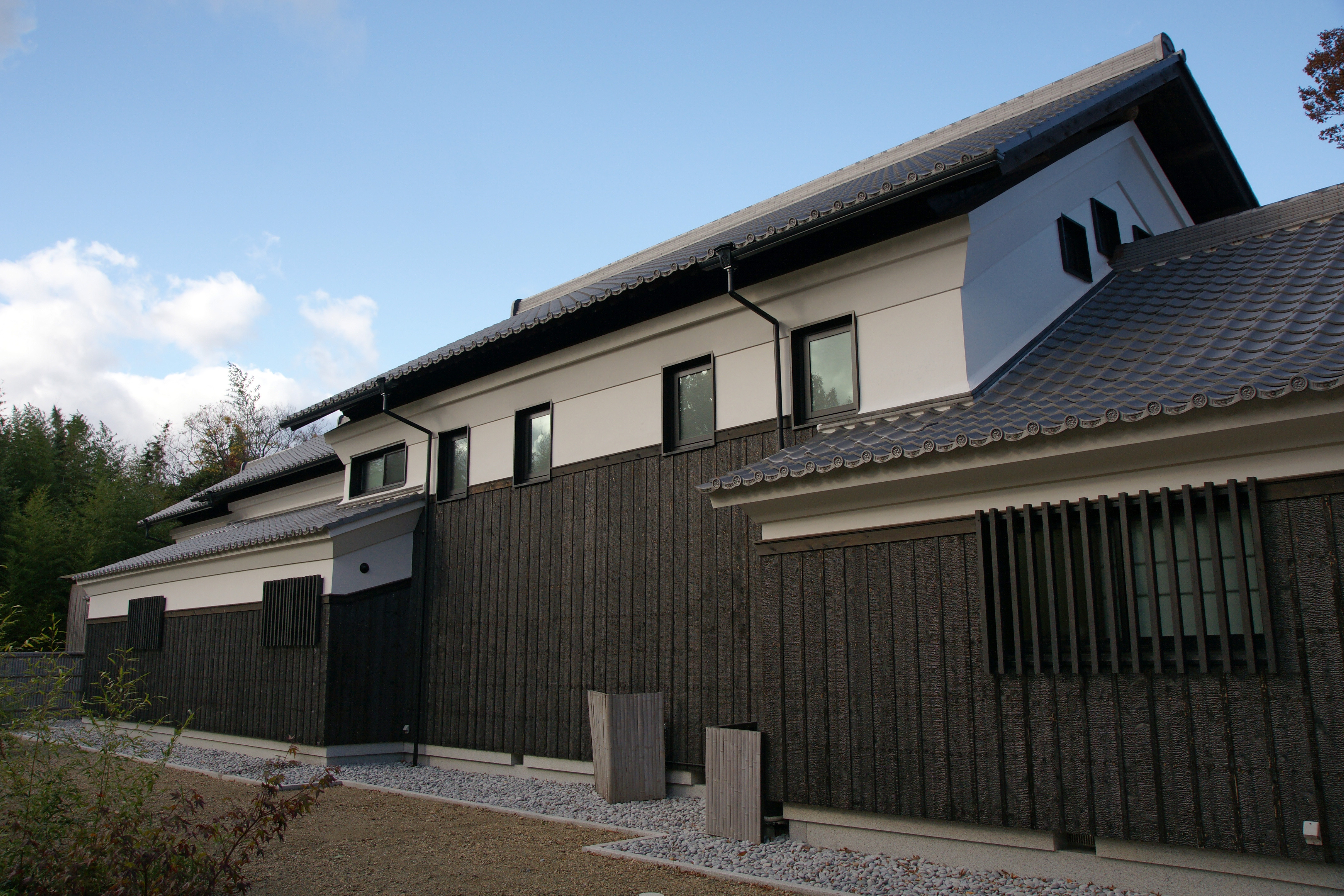
博物馆侧面

## 参观资讯
- 开馆时间：10:00-16:00（15:30停止入馆）
- 休馆日：周二（如遇节假日则为节假日第二天休馆）
- 入馆费：成人500日元，初、高中生200日元，小学生及以下免费。
- 停车场：34辆（免费）[10]

## 交通
- 乘坐神户电铁有馬線于有马温泉站下车，徒步8分钟[11]
- 乘坐阪急巴士（日语：阪急バス）于有马温泉站下车徒步7分钟[11]